# Марано (Тренто)
Марано је насеље у Италији у округу Тренто, региону Трентино-Јужни Тирол.
Према процени из 2011. у насељу је живело 396 становника. Насеље се налази на надморској висини од 215 м.